# Station Figueres
Figueres is een spoorwegstation van ADIF, in de stad Figueres, in de Catalaanse regio Alt Empordà. Het station ligt aan de lijn Barcelona-Girona-Portbou en wordt bediend door de regionale lijn R11 en de voorstadslijn RG1 van Rodalies de Catalunya, geëxploiteerd door Renfe Operadora.
Hogesnelheids- en langeafstandstreinen stoppen niet op dit station, maar op het station in de gemeente Vilafant, dat Figueres-Vilafant wordt genoemd.

## Geschiedenis
Het station werd op 28 oktober 1877 geopend toen de Compañía de los ferrocarriles de Tarragona a Barcelona y Francia (TBF) het deeltraject tussen Girona en Figueres in gebruik nam. De lijn was bedoeld om Barcelona met de Franse grens te verbinden en de rol van Figueras als noordelijk eindpunt was dan ook tijdelijk. In 1878 was de hele lijn, met een spoorwijdte van 1672 mm, tussen Barcelona en de grensovergang Port Bou/Cerbère gereed. In 1889 stemde TBF in met een fusie met de machtige spoorwegmaatschappij MZA. Deze fusie bleef bestaan tot 1941, het jaar waarin het spoorwegnet in Spanje werd genationaliseerd. Daarbij verdwenen alle bestaande particuliere spoorwegmaatschappijen en werd Renfe opgericht.
In 1952 werden Spanje en Portugal het eens over de Iberische spoorwijdte van 1668 mm die vervolgens werd doorgevoerd op het hoofdnet. Op 10 februari 1965 opende de minister van openbare werken het huidige stationsgebouw ter vervanging van het oorspronkelijke. De komst van de hogesnelheidslijn (HSL), met normaalspoor, langs de westrand van Figueres was aanleiding om plannen te maken om de oude lijn met Iberischspoor te verleggen naar het HSL-station, zodat het voortbestaan van het station in de stad onzeker is.

## Ligging en inrichting
Het gebouw bevindt zich aan de oostkant van het stadscentrum en heeft negen sporen en drie perrons, die in totaal vier reizigerssporen bedienen, twee van de hoofdlijn en twee parallel sporen. Reizigers kunnen via een reizigerstunnel en een overweg aan de zuidkant de perrons respectievelijk het stationsgebouw bereiken. De twee hoofdperrons zijn gedeeltelijk overdekt met luifels. Het stationsgebouw staat aan de westkant van het spoor, aan de oostkant ligt een emplacement met een goederen loods. Op de begane grond van het stationsgebouw heeft een stationshal, een klantenserviceruimte, een kiosk en een cafetaria.

## Treindiensten
Het station is het vertrekpunt voor een aanzienlijk deel van de treinen op de regionale lijn R11 en de forensenlijn RG1.
Vóór 2015 stopten naast regionale treinen ook langeafstandstreinen bij het station, zoals Talgo, Trenhotel of Estrella Costa Brava. Deze laatste zijn vervangen door hogesnelheidstreinen die over de HSL rijden, of door verbindingen met treinen die vertrekken vanuit Barcelona-Sants. De Talgo Mare Nostrum, die onder andere naar Perpignan en Montpellier reed, het Trenhotel naar Zürich en Milaan, en het Trenhotel naar Parijs, zijn toen uit de dienstregeling gehaald.